# Zelmo Beaty
Zelmo Beaty (* 25. Oktober 1939 in Hillister, Tyler County, Texas; † 27. August 2013 in Bellevue, Washington) war ein US-amerikanischer Basketballspieler, der in der NBA und ABA auf der Position des Centers spielte. Obwohl Beaty mit 2,06 m Körpergröße nicht zu den größten Spielern seiner Position zählte, galt er als dominierende Figur und führte unter anderem die Utah Stars nach seinem Wechsel in die ABA zu deren erster Meisterschaft. Im Jahr 2016 wurde Beaty posthum für seine Karriereleistung in die Naismith Memorial Basketball Hall of Fame aufgenommen.

## Karriere
Beaty spielte in seiner College-Zeit für Prairie View A&M, die er in seinem letzten Spieljahr zur NAIA-Meisterschaft führte. Er wurde dennoch erst an dritter Stelle des 1962er NBA-Drafts von den St. Louis Hawks verpflichtet, da Prairie View ein vergleichsweise kleines und unbekanntes College war.
In seinen ersten sieben Jahren in der NBA spielte Beaty in zwei NBA-All-star-games, außerdem wurde 1962 in das All-rookie-Team berufen. Nach seinem Wechsel in die ABA verhalf Beaty als Center den Utah Stars in seiner ersten Spielzeit 1970 zur Meisterschaft.

## Sonstiges
Beaty musste aufgrund einer entsprechenden Regelung nach seinem Wechsel von der NBA in die ABA ein volles Jahr aussetzen, in dem er als Bankangestellter tätig war. Auch nach seiner aktiven Karriere als Sportler arbeitete er im Finanzbereich, aber auch als Aushilfslehrer für Sport in der Gegend um Seattle.